# اچ‌ام‌اس اسپیت‌فایر
اچ‌ام‌اس اسپیت‌فایر ممکن است به یکی از موارد زیر اشاره داشته باشد:
- اچ‌ام‌اس اسپیت‌فایر (۱۷۸۲)
- اچ‌ام‌اس اسپیت‌فایر (۱۸۹۵)
- اچ‌ام‌اس اسپیت‌فایر (۱۹۱۲)